# Пам'ятки історії Сумського району
У Сумському районі Сумської області на обліку перебуває 72 пам'ятки історії.
| №  | Назва | Охоронний номер | Місце                                                            |
| -- | --- | --------------- | ---------------------------------------------------------------- |
| 1  | Братська могила радянських воїнів та пам'ятник воїнам-землякам | 1087            | с. Басівка, центр сільради, центр села                           |
| 2  | Братська могила жертв фашизму |                 | с. Басівка, центр сільради, кладовище                            |
| 3  | Братська могила радянських воїнів та пам'ятник воїнам-землякам | 1088            | с. Бездрик, центр сільради, центр села                           |
| 4  | Братська могила радянських воїнів | 1090            | с. Битиця, центр сільради, центр села                            |
| 5  | Братська могила радянських воїнів та пам'ятник воїнам-землякам | 1089            | с. Біловоди, центр сільради, центр села                          |
| 6  | Могила Мазуренка А. В., який загинув у Афганістані |                 | с. Біловоди, центр сільради, кладовище                           |
| 7  | Братська могила борців за встановлення радянської влади | 1347            | с. Велика Чернеччина, центр сільради, кладовище                  |
| 8  | Могила Петрова Г. Т. — краєзнавця |                 | с. Велика Чернеччина, центр сільради, кладовище                  |
| 9  | Братська могила радянських воїнів та пам'ятник воїнам-землякам | 1093            | с Велика Чернеччина, центр сільради, центр села                  |
| 10 | Братська могила жертв класової боротьби | 1863            | с. Верхня Сироватка, центр сільради, кладовище                   |
| 11 | Братська могила радянських воїнів | 1092            | с. Верхня Сироватка, центр сільради, центр села                  |
| 12 | Братська могила радянських воїнів та пам'ятник воїнам-землякам та пам'ятник Бочкіну І. Ю. — учаснику громадянської війни                                                                     | 1091            | с. Верхня Сироватка, центр сільради, біля школи                  |
| 13 | Могила Власюкова Я. О. — Героя Радянського Союзу |                 | с. Веселівка, Біловодська сільрада, кладовище                    |
| 14 | Братська могила радянських воїнів | 1095            | с. Водолаги, Біловодська сільрада, центр села                    |
| 15 | Братська могила радянських воїнів | 1094            | с. Володимирівка, Олексіївська сільрада, центр                   |
| 16 | Могила Пушанка О. П. — Героя Радянського Союзу |                 | с. Володимирівка, Олексіївська сільрада, кладовище               |
| 17 | Братська могила радянських воїнів та пам'ятник воїнам-землякам | 1096            | с. Залізняк, Верхньосироватська сільрада, центр                  |
| 18 | Могила Паліцина О. — поета, архітектора, культурно-просвітницького діяча Слобожанщини кін. XVIII — поч. XIX ст.                                                                              |                 | с. Залізняк, Верхньосироватська сільрада, ліс біля села Попівка  |
| 19 | Братська могила радянських воїнів | 1097            | с-ще Іволжанське, Кияницька селищна рада, околиця села           |
| 20 | Братська могила радянських воїнів | 1098            | с. Кекине, центр сільради, центр села                            |
| 21 | Могила Кривушенка В. О., який загинув у Афганістані |                 | с. Кекине, центр сільради, кладовище                             |
| 22 | Братська могила радянських воїнів | 1100            | с-ще Кияниця, центр селищної ради, біля цукрозаводу              |
| 23 | Братська могила радянських воїнів, партизанів та пам'ятник воїнам-землякам | 1099            | с. Кіндратівка, центр сільради, центр села                       |
| 24 | Братська могила радянських воїнів та пам'ятник воїнам-землякам | 1101            | с. Косівщина, центр сільради, центр села                         |
| 25 | Могила Мальштукова О. Ф. — радянського воїна | 1717            | с. Лікарське, Постольненська сільрада, кладовище                 |
| 26 | Могила Огороднікова — радянського воїна | 1129            | с. Локня, Басівська сільрада, центр села                         |
| 27 | Братська могила радянських воїнів, партизанів та пам'ятник воїнам-землякам | 1104            | с. Миколаївка, центр сільради, центр села                        |
| 28 | Могила Андрієнка В. П. — Героя Радянського Союзу |                 | с. Миловидівка, Підліснівська сільрада, кладовище                |
| 29 | Братська могила радянських воїнів, партизанів та пам'ятник воїнам-землякам | 1719            | с. Могриця, центр сільради, центр села                           |
| 30 | Братська могила радянських воїнів, партизанів та пам'ятник воїнам-землякам | 1103            | с. Могриця, центр сільради, кладовище                            |
| 31 | Могила Литвиненка А. Г., який загинув у Афганістані |                 | с. Могриця, центр сільради, кладовище                            |
| 32 | Група братських (2) могил радянських активістів, радянських воїнів та пам'ятний знак воїнам-односельцям                                                                                      | 1106            | с. Нижня Сироватка, центр сільради, вул. Гагаріна                |
| 33 | Братська могила радянських воїнів та пам'ятник воїнам-землякам | 1107            | с. Нижня Сироватка, центр сільради, вул. Сумська                 |
| 34 | Могила Палійова А. І. — Героя Радянського Союзу |                 | с. Нижня Сироватка, центр сільради, кладовище                    |
| 35 | Могила Геращенка О. В., який загинув у Афганістані |                 | с. Нижня Сироватка, центр сільради, кладовище                    |
| 36 | Будинок колишньої земської школи, в якому вчителював і жив Грінченко Б. Д. — український письменник, філолог і етнограф                                                                      |                 | с. Нижня Сироватка, центр сільради, центр села                   |
| 37 | Група братських (2) могил радянських воїнів та пам'ятник воїнам-землякам | 1108            | смт Низи, центр селищної ради, центр                             |
| 38 | Могила Слюсаря В. І., який загинув у Афганістані |                 | смт Низи, центр селищної ради, кладовище                         |
| 39 | Могила Біди-Коротченка О. М., який загинув у Афганістані |                 | смт Низи, центр селищної ради, кладовище                         |
| 40 | Будинок, в якому мешкав Чайковський П. І. | 1135            | смт Низи, центр селищної ради, парк, берег р. Псел               |
| 41 | Цукровий завод |                 | смт Низи, центр селищної ради                                    |
| 42 | Братська могила радянських воїнів | 1105            | с. Нова Січ, Кияницька селищна рада, центр села                  |
| 43 | Братська могила радянських воїнів та пам'ятник воїнам-землякам | 1109            | с. Олексіївка, центр сільради, центр села                        |
| 44 | Братська могила радянських воїнів | 1110            | с. Печище, Сульська сільрада, вул. Садова                        |
| 45 | Братська могила радянських воїнів | 1112            | с. Підліснівка, центр сільради, центр села                       |
| 46 | Братська могила радянських воїнів | 1113            | с. Пушкарівка, Битицька сільрада, центр                          |
| 47 | Братська могила радянських воїнів та пам'ятник воїнам-землякам | 1114            | с. Рибці, Стецьківська сільрада, центр села                      |
| 48 | Могила радянського воїна |                 | с. Рибці, Стецьківська сільрада, кладовище                       |
| 49 | Могила радянського воїна | 1115            | с. Руднівка, Кровненська сільрада, центр села                    |
| 50 | Братська могила радянських воїнів | 1119            | с. Садки, Юнаківська сільрада, центр села                        |
| 51 | Братська могила радянських воїнів та пам'ятник воїнам-землякам | 1117            | с. Северинівка, центр сільради, центр села                       |
| 52 | Братська могила радянських воїнів | 1116            | с. Симонівка, Великовільмівська сільрада, центр села             |
| 53 | Могила Горбунова М. С. — радянського воїна | 1130            | с. Склярівка, Северинівська сільрада, центр села                 |
| 54 | Братська могила радянських воїнів | 1121            | смт Степанівка, центр селищної ради, центр села                  |
| 55 | Могила Мацака І. М. — Героя Радянського Союзу |                 | смт Степанівка, центр селищної ради, кладовище                   |
| 56 | Могила Юнака Г. М. — повного кавалера ордена «Слава» |                 | смт Степанівка, центр селищної ради, кладовище в урочищі Глиняне |
| 57 | Братська могила учасників громадянської війни, Ковбаси А. Я. — першого голови колгоспу, радянських воїнів та пам'ятник воїнам-землякам                                                       | 1118            | с. Стецьківка, центр сільради, центр села                        |
| 58 | Могила Панкова О. В., який загинув у Афганістані |                 | с. Стецьківка, центр сільради, кладовище                         |
| 59 | Братська могила радянських воїнів та пам'ятник воїнам-землякам | 1120            | с. Сула, центр сільради, центр села                              |
| 60 | Могила Мовчана С. М., який загинув у Афганістані |                 | с. Сула, центр сільради, кладовище                               |
| 61 | Братська могила радянських воїнів та пам'ятник воїнам-землякам | 1122            | с. Терешківка, центр сільради, центр села                        |
| 62 | Братська могила радянських воїнів та пам'ятник воїнам-землякам | 1123            | с. Токарі, центр сільради, центр села                            |
| 63 | Братська могила радянських воїнів, партизанів та пам'ятник воїнам-землякам | 1124            | смт Хотінь, центр селищної ради, центр                           |
| 64 | Могила Просяника О. І. — Героя Радянського Союзу |                 | смт Хотінь, центр селищної ради, кладовище                       |
| 65 | Братська могила радянських воїнів | 1125            | с. Червона Діброва, Токарівська сільрада, центр                  |
| 66 | Братська могила радянських воїнів та пам'ятник воїнам-землякам | 1126            | с. Червоне, центр сільради, центр села                           |
| 67 | Братська могила радянських воїнів та пам'ятник воїнам-землякам | 1127            | с. Шпилівка, центр сільради, центр села                          |
| 68 | Будинок колишньої церковнопарафіяльної школи, в якій навчався Мамонтов Я. А. — український драматург, вчений, театрознавець та Лисенко М. Г. — український скульптор, народний художник СРСР |                 | с. Шпилівка, центр сільради, теперішня школа II ступеня          |
| 69 | Група братських (2) могил жертв класової боротьби, радянських воїнів та пам'ятник воїнам-землякам                                                                                            | 1128            | с. Юнаківка, центр сільради, центр села                          |
| 70 | Братська могила радянських воїнів |                 | с. Юнаківка, центр сільради, кладовище                           |
| 71 | Братська могила учасників громадянської війни, підпільника та пам'ятник воїнам-землякам | 131             | с. Яструбине, центр сільради, центр села                         |
| 72 | Братська могила радянських льотчиків | 1794            | с. Яструбине, центр сільради, біля будинку культури              |
|    | |                 |                                                                  |